# كأس الملك فهد 1992
كأس الملك فهد 1992 هي بطولة لكرة القدم أقيمت في المملكة العربية السعودية خلال الفترة ما بين 15 إلى 20 أكتوبر في عام 1992 وقد حقق لقبها منتخب الأرجنتين. وقد حملت اسم الملك فهد بن عبد العزيز ملك المملكة العربية السعودية حينها، وتعتبر هذه البطولة هي البطولة الأولى في ما عُرف لاحقاً (بدءاً من عام 1997) باسم كأس الفيفا للقارات.

## الفرق المشاركة
- السعودية - المستضيف والبطل لكأس آسيا 1988
- الأرجنتين - بطل كوبا أمريكا 1991
- الولايات المتحدة - بطل كأس كونكاكاف الذهبية 1991
- ساحل العاج - بطل كأس الأمم الأفريقية لكرة القدم 1992

## البطولة
|  | نصف النهائي        | نصف النهائي        |   |                    | النهائي            | النهائي |  |
|  |                    |                    |   |                    |                    |         |  |
|  | 15 أكتوبر - الرياض |                    |   |                    |                    |         |  |
|  | السعودية           | 3                  |   |                    |                    |         |  |
|  | الولايات المتحدة   | 0                  |   |                    |                    |         |  |
|  |                    |                    |   |                    |                    |         |  |
|  |                    |                    |   |                    | 20 أكتوبر - الرياض |         |  |
|  |                    |                    |   |                    | السعودية           | 1       |  |
|  |                    | الأرجنتين          | 3 |                    |                    |         |  |
|  |                    |                    |   |                    |                    |         |  |
|  |                    |                    |   |                    |                    |         |  |
|  |                    |                    |   |                    | المركز الثالث      |         |  |
|  | 16 أكتوبر - الرياض | 16 أكتوبر - الرياض |   | 19 أكتوبر - الرياض | 19 أكتوبر - الرياض |         |  |
|  | الأرجنتين          | 4                  |   | الولايات المتحدة   | 5                  |         |  |
|  | ساحل العاج         | 0                  |   |                    | ساحل العاج         | 2       |  |

## مرحلة نصف النهائي
| السعودية                                         | 3 – 0 | الولايات المتحدة |
| ------------------------------------------------ | ----- | ---------------- |
| فهد الهريفي 48' يوسف الثنيان 74' خالد المولد 84' |       |                  |

عدد الحضور: 70,000
| الأرجنتين                                                        | 4 – 0 | ساحل العاج |
| ---------------------------------------------------------------- | ----- | ---------- |
| غابرييل باتيستوتا 2' 10' ريكاردو ألتاميرانو 67'ألبرتو أكوستا 81' |       |            |

عدد الحضور: 15,000

## مباراة تحديد المركز الثالث
| الولايات المتحدة                                                     | 5 – 2 | ساحل العاج                        |
| -------------------------------------------------------------------- | ----- | --------------------------------- |
| مارسيلو بالبوا 12' كوبي جونز 31' إريك وينالدا 56' بروس موراي 67' 83' |       | عبد الله تراوري 16' دونالد سي 76' |

عدد الحضور: 9,500

## النهائي
| السعودية          | 1 – 3 | الأرجنتين                                                   |
| ----------------- | ----- | ----------------------------------------------------------- |
| سعيد العويران 65' |       | ليوناردو رودريغيز 18' كلاوديو كانيجيا 24' دييغو سيميوني 64' |

| بطل كأس الملك فهد 1992     |
| -------------------------- |
| · الأرجنتين · للمرة الأولى |

## الهدافين
| الأهداف | اللاعب            | الدولة           |
| ------- | ----------------- | ---------------- |
| 2       | غابرييل باتيستوتا | الأرجنتين        |
| 2       | بروس موراي        | الولايات المتحدة |